# Rift du Rio Grande
Pour les articles homonymes, voir Rift et Rio Grande.
Le rift du Rio Grande est une zone de rift continentale nord-américaine orientée nord-sud et séparant le plateau du Colorado à l'ouest du craton nord-américain à l'est. La zone de failles s'étend du centre du Colorado au nord jusqu'à l'état de Chihuahua, au Mexique, au sud. La zone du rift se compose de quatre bassins d'une largeur moyenne de 50 kilomètres. Elle peut entre autres être observée au niveau la forêt nationale de Rio Grande, le parc national des White Sands, la forêt nationale de Santa Fe et la forêt nationale de Cibola.
Le rift du Rio Grande est depuis longtemps un site important pour l'homme, car il forme un corridor naturelle suivant un grand fleuve. Le Rio Grande suit le cours du rift du sud du Colorado à El Paso, où il tourne vers le sud-est et se jette vers le golfe du Mexique. Des villes importantes, dont Albuquerque, Santa Fe, Taos, Española, Las Cruces, El Paso et Ciudad Juárez, se trouvent dans la zone de failles.

## Description
Le rift du Rio Grande constitue la partie la plus orientale d’une extension généralisée observable dans l’ouest des États-Unis au cours des 35 derniers millions d’années. Le rift se compose de trois bassins principaux et de nombreux bassins secondaires, de moins de 100 kilomètres carrés. Les trois principaux bassins (du nord au sud) sont les bassins de San Luis, Española et Albuquerque. L'étendue nord du rift est délimitée par le bassin supérieur de la rivière Arkansas entre Leadville et Salida (Colorado),. 
Plus au sud, le rift est défini par un réseau de bassins plus petits et moins distincts topographiquement. La distinction entre ces bassins plus petits et ceux de la Province géologique de Basin and Range devient floue dans le nord du Mexique. 

## Formation
Le tectonique d'extension débute il y a environ 30 millions d'années. Deux phases d'extension sont observées à l'Oligocène supérieur et au Miocène moyen. La première période d'extension produit de larges bassins peu profonds délimités par des failles normales. La croûte aurait pu s'étendre jusqu'à 50 % au cours de cet épisode. Un magmatisme généralisé au milieu du Cénozoïque suggère que la lithosphère était chaude et que la transition fragile-ductile était relativement superficielle. Il existe des preuves que la deuxième période d'extension a commencé plus tôt dans le rift central et nord du Rio Grande que dans le sud. Une troisième période d'extension pourrait avoir commencé au début du Pliocène. 

## Structure profonde

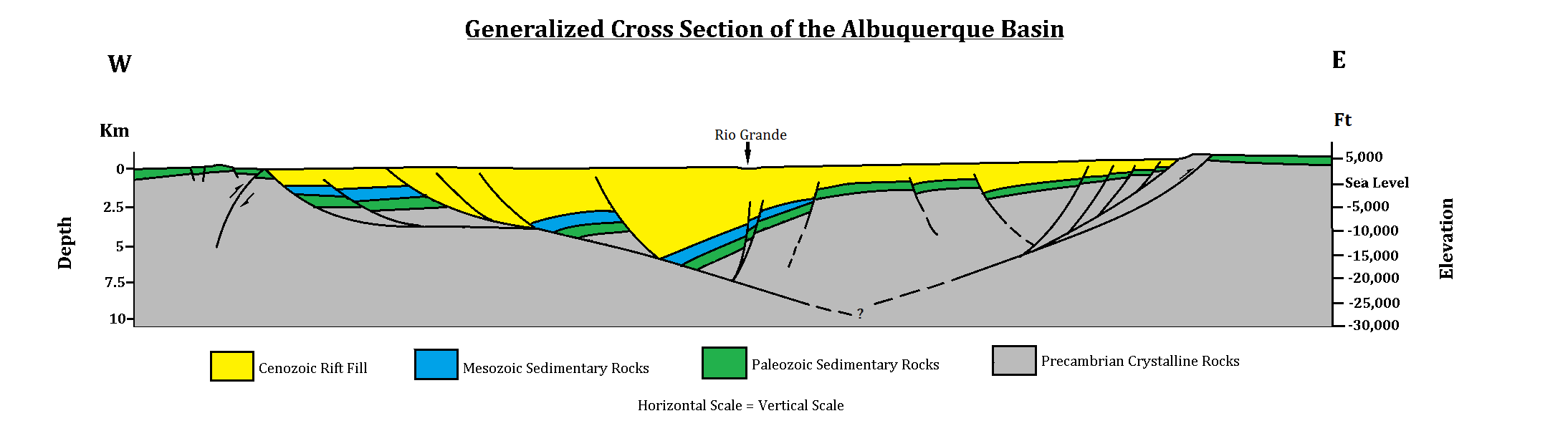
Coupe transversale généralisée du bassin d'Albuquerque (est-ouest). La géométrie du demi-graben, les sédiments paléozoïques et mésozoïques qui existaient avant le rift, ainsi que la grande quantité d'extension (jusqu'à 28 %) sont visibles.